# Eurovisiesongfestival 1999
Het Eurovisiesongfestival 1999 was de vierenveertigste editie van het Eurovisiesongfestival. Het vond plaats op 29 mei 1999 in het International Convention Center (ICC) van Jeruzalem, Israël, waar twintig jaar eerder het festival van 1979 al had plaatsgevonden. Er namen in 1999 23 landen deel. De overwinning was na een spannende puntentelling voor de Zweedse zangeres Charlotte Nilsson met haar nummer Take me to your heaven. Ze behaalde 163 punten, 17 meer dan de IJslandse zangeres Selma, die op de tweede plaats eindigde. Nederland en België eindigden beide in de betere middenmoot met respectievelijk een achtste en twaalfde plaats.

## Nieuwe opzet
Het festival vond in 1999 plaats volgens een geheel vernieuwde opzet:
- Elk land kon voor de tweede keer in de geschiedenis van het songfestival vrij de taal kiezen waarin het zijn nummer bracht. Voorheen was men verplicht in een van de officiële talen van het deelnemende land op te treden. Dit was eerder al toegelaten in de periode 1973-1976.
- Voor de eerste keer was er geen live-orkest meer aanwezig ter begeleiding van de zang. Vanaf 1999 wordt live gezongen met begeleiding op een geluidsband. Kroatië zou hiervan profiteren om een ook een begeleidende koorzang op de geluidsband te zetten om het nummer in de strofen te ondersteunen.
- Eveneens een primeur in 1999 was de trio-presentatie van Dafna Dekel, Yigal Ravid en Sigal Shahamon.
- Men kreeg zelf de keuze, in welke taal het lied is. De meeste kandidaten kozen voor het Engels.

## Voorronden
Diverse deelnemers van eerdere edities namen deel aan de voorronden in de verschillende landen, maar slaagden er niet in om de finale te bereiken:
- Kroatië: Magazin, deelnemer festival van 1995, werd vijfde in de nationale finale.
- Noorwegen: Tor Endresen waagde opnieuw zijn kans na een laatste plaats op het festival van 1997.
- Cyprus: Demos Beke werd tweede in Cyprus. Op het festival van 1993 stond hij aan de zijde van Zymboulakis op het podium in Millstreet.
- Zweden: Christer Björkman deed opnieuw mee. Hij behaalde op het festival van 1992, dat in Zweden plaatsvond een voorlaatste plaats. Hij kon in 1999 niet meer op steun rekenen en eindigde laatste in Melodifestivalen. Ook Roger Pontare, deelnemer Eurovisiesongfestival 1994 en Arvingarna, deelnemer Eurovisiesongfestival 1993, waren kandidaat maar wonnen de nationale finale niet.
- Malta: het duo dat Malta vertegenwoordigde op het festival van 1991, Paul Giordimaina en Georgina deed nu apart mee aan de selectie.
- Duitsland: de groep Wind die Duitsland twee tweede plaatsen opleverde in de jaren 80 werd slechts voorlaatste.
- Bosnië en Herzegovina: hier nam de zanger Seid Memić-Vajta deel. Hij zong 18 jaar eerder reeds op het festival van 1981 voor Joegoslavië.

## Optredens

### IJsland
De favoriet voor de overwinning was IJsland. De zangeres Selma bracht haar nummer All out of luck op overtuigende wijze. Het nummer is in retrostijl, verwijzend naar de jaren zestig. Selma wordt geflankeerd door twee dansers in lange regenjassen. IJsland brengt hiermee met dit optreden enigszins een act. Op het festival van 2005 zou Selma opnieuw deelnemen.

### Zweden
Het Zweedse nummer gezongen door de 24-jarige zangeres Charlotte Nilsson was Take me to your heaven. Het was een nummer in hoog tempo in de bekende Zweedse ABBA-stijl, onder andere met de van die groep bekende pianoakkoorden. Nilsson verklaarde trots te zijn op de vergelijkingen met ABBA.

### Duitsland
Voor Duitsland deed de gelegenheidsformatie Sürpriz uit München mee, die vooral bestond uit Turks-Duitsers. De groep bracht het lied Reise nach Jerusalem, de Duitse naam voor het spel stoelendans. De groep bracht het multiculturele lied in een combinatie van Duits, Turks en Engels. Als verrassing zong Sürpriz ook nog de laatste zin in het Hebreeuws, gevolgd door een opvallend enthousiast applaus van het publiek in de zaal.

### Spanje
De Spanje kandidate Lydia bracht het nummer No quiero escuchar (Ik wil niet luisteren). Het nummer verhaalt over het verbreken van een lesbische relatie door een van de vrouwen vanwege ontrouw van haar partner. Lydia ging zeer opvallend gekleed in een lange jurk in de kleuren van de regenboogvlag.

### Nederland
Nederland werd vertegenwoordigd door Marlayne Sahupala en van haar nummer One good reason werd gedacht dat het weleens hoog zou kunnen eindigen, mogelijk zelfs een derde plaats, hoger dan de vierde plaats van Edsilia Rombley het jaar voordien.

### België
België werd in 1999 vertegenwoordigd door de Vlaamse inzending, ingezonden door de VRT. De uit Dendermonde afkomstige zangeres met Roemeense wortels Vanessa Chinitor bracht in Jeruzalem het lied Like The Wind. Het nummer was in België via televoting verkozen en is een langzame en melodieuze ballads. De Nederlandse zangeres Linda Williams, die op het Eurovisiesongfestival van 1981 voor Nederland deelnam, was samen met haar dochter Eva-Jane een van de achtergrondzangeressen.

### Terugkerende artiesten
| Land     | Artiest        | Plaats | Eerdere deelname | Plaats toen |
| -------- | -------------- | ------ | ---------------- | ----------- |
| Kroatië  | Doris Dragović | 4      | Joegoslavië 1986 | 11          |
| Slovenië | Darja Svajger  | 11     | Slovenië 1995    | 7           |

De Estse Evelin Samuel was op het festival van 1997 achtergrondzangeres.

## Puntentelling

### Procedure
Het oproepen van de landen vond plaats op volgorde van deelname. Het geven van de punten gebeurde volgorde van laag naar hoog. De presentator herhaalde het land en de punten in de taal (Frans of Engels) waarin ze gegeven werden om daarna beide gegevens in de andere taal te herhalen. Anders dan in 1979 werd het Hebreeuws niet gebruikt.
De punten werden zichtbaar gemaakt door de gegeven punten achter de landnaam te laten verschijnen op het scorebord. Tussen de jury's door werd de tussenstand zichtbaar door het scorebord in volgorde van punten te tonen. Bij het geven van de punten stonden de landen echter weer in volgorde van optreden.

### Uitslag
De overwinning in 1999 was voor de Zweedse Charlotte Nilsson met 163 punten. De IJslandse inzending van Selma behaalde met 146 punten de tweede plaats, gevolgd door Duitsland dat derde werd met 140 punten. Nederland en België eindigden beide in de middenmoot. Nederland behaalde met 71 punten een gedeelde achtste plaats. België eindigde op 38 punten, wat een gedeelde 12e plaats opleverde. Hekkensluiter was Spanje met slechts één punt.
Waar de IJslandse Selma de favoriet was, werd vooraf gedacht dat een van haar grootste concurrenten Marlain uit Cyprus zou worden. Tijdens de puntentelling veranderde die verwachting echter snel in een ware ontgoocheling voor het Cypriotische kamp: Marlain kreeg slechts 2 punten uit het Verenigd Koninkrijk.
Tijdens de puntentelling leek het lange tijd een strijd te worden tussen Zweden, IJsland, Duitsland en Kroatië. De verrassing van de avond was Bosnië-Herzegovina, dat zich met een half in het Bosnisch en half in het Frans gezongen nummer lange tijd in de top vijf kon handhaven. Uiteindelijk zou Bosnië-Herzegovina op de 7e plaats eindigen, wat meteen de hoogste notering voor het land op het festival was.
Naar aanleiding van de burgeroorlog in Kosovo werd na de herhaling van het winnende nummer uitzonderlijk nog een lied gebracht. Alle deelnemers en de artiesten van de pauze-act brachten als eerbetoon aan de slachtoffers het nummer Hallelujah, een lied waarmee Israël het festival van 1979 had gewonnen.
De volledige uitslag:
| Plaats | Land                  | Taal                   | Artiest                       | Titel                      | Punten |
| ------ | --------------------- | ---------------------- | ----------------------------- | -------------------------- | ------ |
| 1      | Zweden                | Engels                 | Charlotte Nilsson             | Take me to your heaven     | 163    |
| 2      | IJsland               | Engels                 | Selma                         | All out of luck            | 146    |
| 3      | Duitsland             | Duits, Engels en Turks | Sürpriz                       | Reise nach Jerusalem       | 140    |
| 4      | Kroatië               | Kroatisch              | Doris Dragovic                | Marija Magdalena           | 118    |
| 5      | Israël                | Hebreeuws en Engels    | Eden                          | Happy birthday             | 93     |
| 6      | Estland               | Engels                 | Evelin Samuel & Camille       | Diamond of night           | 90     |
| 7      | Bosnië en Herzegovina | Bosnisch en Frans      | Dino Merlin & Béatrice        | Putnici                    | 86     |
| 8      | Denemarken            | Engels                 | Michael Teschl & Trine Jepsen | This time                  | 71     |
| 8      | Nederland             | Engels                 | Marlayne                      | One good reason            | 71     |
| 10     | Oostenrijk            | Engels                 | Bobbie Singer                 | Reflection                 | 65     |
| 11     | Slovenië              | Engels                 | Darja Švajger                 | For a thousand years       | 50     |
| 12     | België                | Engels                 | Vanessa Chinitor              | Like the wind              | 38     |
| 12     | Verenigd Koninkrijk   | Engels                 | Precious                      | Say it again               | 38     |
| 14     | Noorwegen             | Engels                 | Stig Van Eijk                 | Living my life without you | 35     |
| 15     | Malta                 | Engels                 | Times Three                   | Believe 'n peace           | 32     |
| 16     | Turkije               | Turks                  | Tuba Önal & Grup Mistik       | Dön artık                  | 21     |
| 17     | Ierland               | Engels                 | The Mullans                   | When you need me           | 18     |
| 18     | Polen                 | Pools                  | Mietek Szcześniak             | Przytul mnie mocno         | 17     |
| 19     | Frankrijk             | Frans                  | Nayah                         | Je veux donner ma voix     | 14     |
| 20     | Litouwen              | Samogitisch            | Aistė Smilgevičiūtė           | Strazdas                   | 13     |
| 21     | Portugal              | Portugees              | Rui Bandeira                  | Como tudo começou          | 12     |
| 22     | Cyprus                | Grieks                 | Marlain                       | Tha 'ne erotas             | 2      |
| 23     | Spanje                | Spaans                 | Lydia                         | No quiero escuchar         | 1      |

## Terugkerende landen
- Litouwen
- Bosnië en Herzegovina
- IJsland
- Denemarken
- Oostenrijk

## Verplicht terugtrekkende landen
- Slowakije
- Macedonië
- Zwitserland
- Finland
- Roemenië
- Griekenland

## Terugtrekkende landen
- Hongarije besloot zich vrijwillig terug te trekken
- Rusland besloot na een jaar verplichte afwezigheid voorlopig niet terug deel te nemen.
- Letland mocht voor het eerst deelnemen, maar stelde om financiële redenen zijn debuut nog even uit.

## Deelnames 1999

Deelnemende landen 1999
Niet-deelnemende landen in 1999, wel eerdere deelname